# Elena af Rumænien
Prinsesse Elena af Rumænien (født 15. november 1950) er den næstældste datter af kong Mihai og dronning Anne af Rumænien .
Elena hævder at være den første i arvefølgen til den tidligere rumænske trone og overhoved for den tidligere rumænske kongehus, da hendes ældre søster Margareta ikke har børn.